# ヘラクレス (TVシリーズ)
『ヘラクレス』（原題：Hercules）は、ウォルト・ディズニー・テレビジョン・アニメーションが制作したアメリカ合衆国のテレビアニメ。アメリカでは1998年8月31日から1999年3月1日までに全65話が放送された。

## 概要
ギリシャ神話のヘラクレスを原作とする1997年公開の同名のディズニー映画のスピンオフ作品。
舞台はヘラクレスの高校生活であり、映画版から引き続きミュージカルパートが組み込まれる構成となっている。映画版に関連した話もある一方でヘラクレスとメガラは本作時点でまだ出会っていない描写が存在するなど、一部矛盾点が見受けられる場面もある。
男女同権思想を反映してか、マッチョなヒーロー像と現代のジェンダー観の調和をテーマにしたエピソードが多い。英語版では感嘆符「Oh my god」の代わりに「good sweet zeus」が使われる。

### 日本での展開
2003年11月19日から2004年8月12日に開局初期のディズニー・チャンネルにて初放送。その後、2004年4月2日から2006年頃までテレビ東京のディズニータイム、2005年12月1日からトゥーンディズニーで放送され、2008年9月30日から11月28日までTwellV（現 - BS12）で放送された。2022年現在、日本語吹き替え版ともにディズニープラスで配信が行われている。

## 登場キャラクター

### 主要キャラクター
ヘラクレス
声 - テイト・ドノヴァン（鈴木正和）
本作の主人公。人間界で育った半人半神のゼウスの息子。怪力を持つヒーロー見習いで、ドジだが心優しい青年。愛称は「ハーク」。アテネの名門高校・プロメテウスアカデミーに入学し、ヒーローの修行をしながら高校生活を始めたが、かなりの頻度で物を壊してしまう。フィルのヒーローのルールを暗唱でき、恋人やファーストキスに憧れている。
ハデスたちとアドニスには「ヘボクレス」とからかわれ、アドニスにムキになって問題を起こすこともしばしば。まだヒーローとして有名ではなく、星座にもなっていない。繊細な作業ができないので技術の授業は苦手である。格好をつけると声色が低くなる。医者のヒポクラテスに憧れたり、繊細な動きを司るバレエにのめり込んだことも。
イカロス
声 - フレンチ・スチュワート（鈴木千尋）
ヘラクレスの高校での親友。技術教師の発明家ダイダロスの息子。父親が発明した蝋の翼で空を飛べるが、過去に太陽に突っ込んで頭がおかしくなった。自分をカッサンドラの彼氏と思い込んでいるハイテンションな変人。
悪巧みをした時は悪魔のように笑う。体育の授業が嫌い。父親をコケにしたヘラクレスと喧嘩したり、高校の劇でハデスに完璧になりきったり、ヒーローに祭り上げられたことも。コミックの正義の味方・ミクロスの大ファン。ローマ上陸したオリンポスの神々のためにローマ風の名前を名付けた。
カッサンドラ
声 - サンドラ・バーンハード（戸川絵美）
ヘラクレスの高校での親友。クールで悲観的な美少女。悪い未来ばかり予知する呪いにかけられているが、本人は呪いを誇っている。家庭科の授業が嫌い。
ヘラクレスの良き相談相手。自分につきまとうイカロスを追っかけと呼び、その後友達に昇格はしたが恋の相手としては嫌がっている。イカロスとのファーストキスを予知してヘラクレスとハデスに助けを求めたことも。両親は意外なほど陽気。アトランティスの沈没を予言した。
フィル
声 - ロバート・コスタンゾ（永井一郎）
ヘラクレス専属のヒーローのトレーナーで、動物人間サテュロスのヤギ男。本名は「ピロクテテス」。頑固親父だが情にもろい。ヘラクレスは下宿先のフィルの島から船で高校に通っている。ヘラクレスにマッチョなヒーロー像を押しつけたがる。
ヒーロー兼トレーナーのケイロンからは落ちこぼれ扱いされている。トレーナー用カタログ「ゼロ・トゥ・ヒーロー」の購読者。森のニンフのシュリンクスと付き合っている。人間の母カコフォンとサンダルのセールスをしている兄ソルがおり、母カコフォンにはソルの自慢話ばかり聞かされている。
ペガサス
声 - フランク・ウェルカー
ヘラクレスの相棒の天馬。 ヘラクレスと喧嘩して家出し、リュキアの王ベレロフォンに拾われて「イグネシアス」と名付けられたことがある。
アドニス
声 - ディードリック・ベーダー（三浦祥朗）
アカデミーに通うトラキアの王子。ハンサムだが金持ち自慢ばかりのうぬぼれ屋で、ヘラクレスをからかっている。何でも部下任せにして平民と凡人を見下しているが、悪人というわけではない。キニラス王とミラー王妃の息子。地の神ガイア（吹き替え：鈴木れい子）の眠りを妨げて日没に死ぬ呪いをかけられ、ヘラクレスを手伝って若干改心。何かあった時にはお金を用意してくれる。実はメガラの元ボーイフレンド。
テンペスト
声 - ジェニファー・ジェイソン・リー（不明）
アカデミーに通うアマゾン族の王女。ヘラクレスの片思いの相手。誇り高いアマゾンの女戦士で、タフで甘っちょろいものを嫌うが根は優しい。実は人気歌手・オルフェウスの隠れファン。母のヒッポリテ女王からアカデミーの中で弱虫や乙女に成り下がらないよう見張られており、自分を助けに来たヘラクレスを追い出すが、専業主夫の父ダライウス王の後押しで「男も女もやりたい人がやればいい」と考えを改めたヘラクレスと和解。母に教育方針を緩和してもらえた。
ヘレン
声 - ジョディ・ベンソン（寺田はるひ）
プロメテウスアカデミーに通うアドニスの恋人。親切な美少女で、学園行事では必ずクイーンを担当する。ヘラクレスを可愛いと思っている。美容に悪いからとスナック菓子は食べない。イカロスが運命のタペストリーを書き換えた世界ではカッサンドラの親友となっていた。
パレンテシス
声 - エリック・アイドル（坪井智浩）
ギリシャ一の名門高校・プロメテウスアカデミーの生徒指導員。ヘラクレスに学生証を与えた。学園行事の司会も担当する。
ダイダロス
声 - デヴィッド・ハイド・ピアース（浦山迅）
プロメテウスアカデミーの技術の教師。息子イカロスからの愛称は「パパダロス」。様々な発明品を作っている。クレタ島のミノス王に招かれてミノタウロスを閉じ込める迷宮を作らされたことも。イカロスの母とはずっと前に離婚し、ダンスの教師のテスピスと再婚した。
チパクレス
声 - マイク・コナーズ
アテネ警察の騎兵隊長。真面目な警察官で、パトカーを模した馬車に乗っている。ヘラクレスにゼウスの髭よりも長い違反書を切り、要注意人物扱いしている。
ナレーター
声 - ロバート・スタック（加藤亮夫）
本名はボブ。ヘラクレスの世界を説明しようとするが、格式ばった解説をミューズ達に注意される。スタジオにこもりっぱなし。妻と子供との四人暮らしで、家族全員が透明人間。

### オリンポスの神々とその関係者
ミューズ
声 - リリアス・ホワイト、ロズ・ライアン、ヴァネス・Y・トーマス、シェリル・フリーマン、ラ・チャンス（竹沢敦子（カリオペ）、柴田穂積（タリア、クリオ）、牧野貞由美（メルボメネ）、古川葉子（テレプシコル））
芸術を司る五人の女神。タリア、カリオペ、クリオ、メルポメネ、テレプシコルがいる。ナレーターと会話し、歌で解説や盛り上げ役を担当する。テレプシコルはヘラクレスの前に現れてバレエを教えたことがある。
ゼウス
声 - コーリー・バートン（銀河万丈）
ヘラクレスの父。天と地を支配する全能の神で、オリンポス議会の議長。ハデスとポセイドンの兄でもある。父親だったタイタン族の王・クロノスを追い出し、オリンポスの神々に世界を治める仕事を与えた。神殿の像に乗り移って下界に現れる。
たいへんな子煩悩。人間界への神の干渉と一度決めたことの取り消しは避けているが、妻子には甘い。高校生活に悩むヘラクレスを理解しようと人間の若者に変身したことも。若い頃はレスリング選手だった。
ヘラ
声 - サマンサ・エッガー（石村とも子）
ヘラクレスの母。ゼウスの心優しいブレーキ役。ゼウスと共にヘラクレスを見守っている。妹にかまどの神ヘスティアがいる。
ハデス
声 - ジェームズ・ウッズ（青山穣）
本作のディズニーヴィランズ。死者の国の神でゼウスとポセイドンの弟。ハイテンションで女好きだが根は陰気で、常に死者を増やし続けることを「ビジネス」と呼ぶ。好物は指サンドイッチと毒人参のジュース。怒ると頭の青い炎を赤く燃え上がらせるが、頭の炎を奪われると別人のように大人しくなる。
自分に死者の国の仕事を与えたゼウスを恨み、オリンポス議長の座や死者の国の領土拡大も狙っているが、ヘラクレスに邪魔されてはペインとパニックに当たり散らす。アフロディーテに気がある。世界初の医者ヒポクラテスの存在を知って死に追いやるが、死者の国で死者を生き返らせ続けるヒポクラテスに降参して解放した。
ペインとパニック
声 - ボブキャット・ゴールドスウェイト（小形満）、マット・フリューワー（梅津秀行）
ハデスの部下の悪魔。太った赤い悪魔がペイン、痩せた青い悪魔がパニック。変身能力を持つ。ハデスの手伝いと死者の国に死者を連れてくることが仕事だが、ドジでへまをしてはハデスに制裁されている。
子犬を飼いたくてケルベロスを飼ったが、今では世話をハデスに押し付けている。ヘカテーを追い出そうとヘラクレスに助けを求め、ヘラクレスが連れてきた羊の出産を手伝ったことも。
ヘルメス
声 - ポール・シェイファー（坂東尚樹）
ロイヤルメッセンジャーの神。空飛ぶサンダルで瞬く間に天空を飛び回り、スピーディーなサービスを得意とするゼウスの側近。お調子者で「ハデス」をボス、ヘラクレスを「ハークちゃん」と呼んでいる。
運命の三女神
声 - キャロル・シェリー、トレス・マクニール、パディ・エドワーズ（鈴木れい子）
運命を司る三人の女神。運命の糸を紡ぐクロト、その糸の長さを決めるラケシス、命の糸をハサミで断ち切るアトロポスがいる。未来を見る目玉で全てを知っている。
魔法の糸で「運命のタペストリー」を織り、一つでも織り間違えればとんでもないことが起きる。魔法の糸を紡ぐ大蜘蛛の怪物・アラクネを飼っている。北欧神話のノルンと二股をかけている。
アポロ
声 - キース・デイヴィッド（梅津秀行）
太陽の神。空飛ぶ馬車で太陽を東から運んでくることが仕事。サテュロスとの音楽勝負に負けた腹いせにミダス王の耳をロバの耳に変えた。
アテナ
声 - ジェーン・リーヴス（不明）
ギリシャの首都で民主主義発祥の地・アテネを領地に持つ知恵の女神。触れた者に知識を与えるフクロウのイビットを連れている。クールで知的な平和主義者だが、弟のアレスとは赤ん坊の頃から喧嘩ばかり。ヘラクレスにアテネを守る仕事を与えた。アテネにオリーブの木を授けている。
アレス
声 - ジェイ・トーマス（不明）
ギリシャ最強の軍隊を誇るスパルタを領地に持つ戦争の神。タフで荒っぽく、肉しか食べたがらない。姉アテナとはライバル同士で、スパルタをギリシャの首都にしたがっている。犬のペルカクレスを飼っており、あまり頭の良くない兄弟フィアーとテラーを息子に持つ。
アテナのスパイのヘラクレスを殺しかけてゼウスに制裁されたものの、ヘラクレスを気に入ってはいる。血みどろの戦争を好み、血を流さないスポーツは嫌い。
ヘパイストス
声 - ケビン・マイケル・リチャードソン（不明）
鍛治の神。神々の特別な武器を作っている天才鍛治職人。工房を神殿にしている。アフロディーテの婚約者だが、アテナにも求愛していた。ハルマゲドンの弓をアレスに与えたり、ダイヤモンドを発明した。
アフロディーテ
声 - リサ・クドロー（山田美穂）
愛の女神。下界に現れる時は専用テーマソングをバックに、貝殻の中から出てくる。恋人たちを生み出すことが仕事で、部下は愛の矢を持つキューピッドとケルビムたち。緊急用の媚薬入りミサイルも持つ。結婚式の司会も担当し、ランジェリーショップの経営者でもある。年に一度、アフロディーテを讃えるダンスパーティーが開催される。
ポセイドン
声 - ジェイソン・アレクサンダー（不明）
三叉のほこを持つ海の神。海を領土に持ち、水生生物の創造に勤しんでいる。好物は魚と海藻。妻のアムピトリテと息子のトリトンがいる。ハデスにほこを「フォーク」と揶揄された。ハデスに騙されてギリシャ侵略に手を貸したことも。バッカスのパーティーで安眠を妨害したヘラクレスへの罰にフィルの島を沈めてしまい、島を浮かべる代わりにヘラクレスに頼み事をする。
バッカス
声 - ドム・デルイーズ（不明）
パーティーを司るお祭りの神。陽気でパーティーが大好き。バッカスが参加したパーティーは屋敷中の家具を壊すほどのどんちゃん騒ぎになり、しまいには遠くまで大騒音が伝わってしまう。
バッカスは本来酒の神だが、アメリカの放送コードで飲酒を禁止されているせいか食べることが好きな神となっている。
アルテミス
声 - リーバ・マッキンタイア（不明）
野生動物を守る女神。神殿は森。ハンターに狩られて減った猪をヘラクレスに守らせ、猪狩りに来たフィルを猪に変身させた。
モルフェウス
声 - ジョナサン・カッツ（不明）
眠りの神。夕暮れに眠りの毛布をかけて静かな夜をもたらす。ギリシャ全部とペルシャの一部を担当。モルフェウスがいなければ人々が眠れなくなり、寝不足でおかしくなってしまう。眠りの神の仕事を欲しがっていた弟のパンタソスに恨まれている。
デメテル
声 - フローレンス・ヘンダーソン（不明）
実りを与える作物の女神。下界に現れる時は花の中から出てくる。普段は寛容だが、貢物をさぼって自分の神殿を建てたサテュロスのパン王（吹き替え：不明）へのおしおきをネメシスに頼んだ。
ヘカテー
声 - ペリー・ギルピン（不明）
死の国の魔女で夜の女王。二匹の空飛ぶ狼を連れている。ハデス以上のワル。ハデスの統治を古臭いと批判し、ハデスの神の力を盗んで死者の国の支配者になろうと企んだ。功績を挙げてもハデスのフィギュア型トロフィーしかもらえないことを恨んでいる。
ネメシス
声 - リンダ・ハミルトン（不明）
おしおきの神の子。たいへん好戦的な性格で、両手を武器に変えることができる。神に無礼を行った人間を死者の国に送ることが仕事だが、おしおきの機会に恵まれず暇を持て余している。
トライビア
声 - ベン・スタイン（不明）
どうでもいい知識ばかり知っている雑学の神。「トリビア」とよく間違われる。死者の国のパーティーに一人だけ招待されず、レテの水で満たされた物忘れのプールに入らずにすんだ。ギリシャ神話には実在しない。
プロメテウス
声 - カール・ライナー（不明）
プロメテウスアカデミーの由来となった悪者ではないタイタン族。闇の中で苦しむ人間のためにオリンポスの炎を盗み、ゼウスから岩に縛られて永遠にワシに肝臓を食われる罰を与えられた。ヘラクレスに逃がされてオリンポスの神々のお尋ね者となる。
グリフィン
声 - ティム・コンウェイ（緒方賢一）
神話の有名人の老人ホーム「エリュシオン・サンセット・レストホーム」の入居者。愛称はグリフ。ヘラクレスがボランティアを担当するが、偏屈でヘラクレスをボンクラと呼ぶ。若い頃は宝の番人で、世界一の泥棒民族・アリマスポイのアリスマップ王からダイヤモンドを守っていた。
アンタイオス
声 - ミゲル・フェレール（不明）
巨人族タイタンを愛する過激派集団「プートル」の隊長。タイタン族を倒したゼウスに復讐するため、ヘラクレスを狙ってプロメテウスアカデミーの生徒を人質にした。実はタイタン族のクロノスとガイアの息子。
ボレアス
声 - アラン・ローゼンバーグ（不明）
北風の神。アレスと仲が悪く、スパルタを吹き飛ばそうとしてヘラクレスに敗れた。
ネウロシス
ハデスの新しい部下。人をイライラさせる天才。ゼウスとヘラから失望されたとヘラクレスに思い込ませた。

### その他
エキドナ
声 - キャシー・リー・ギフォード（鈴木れい子）
全ての怪物のママで、ワイバーンに似た怪物。子供たちを邪悪な怪物に育て、餌にする人間を選ばなければならないと教える。子供の1人は二つ頭のキクロプスのオルソス。
テュポン
声 - レジス・フィルピン（不明）
エキドナの夫で、ゼウスの稲妻に敗れてエトナ山の下に封じられた怪物。
ホメロス
声 - ダン・カステラネタ（不明）
新聞紙デイリーギリシャニュースの記者。事実からかけ離れた記事をでっち上げる。
アキレス
声 - ドム・イレーラ
フィルの自慢の弟子だったが、弱点のかかとがバレて惨敗した後は神になる夢を諦めてフィルの元を去った。すっかり老け込んでいたが、ヘラクレスとフィルの仲を裂こうとしたハデスの力で若返る。
アイアス
プロメテウスアカデミーに通うヘラクレスの恋敵。テンペストの恋人。後にガラテアに気に入られたり、アレクサレテの恋人になる。
パンドラ
声 - ジェンナ・フォンオイ（不明）
プロメテウスアカデミーの高校生。人間を苦しめる不幸の亡霊が入った宝物の箱を持ち歩き、高校のロッカーにも亡霊を詰め込んでいる。
クレオン
声 - ギルバート・ゴットフリード（吉沢希梨）
アテネの大臣。アテネにスパルタの軍隊を引き入れて自分が王になるという約束で、アレスと共謀してアテネの指導者ペリクレスを暗殺しようとした。
パリス
声 - キャリー・エルウィズ（不明）
トロイの名門高校・トロイアアカデミーの生徒。プロメテウスアカデミーへのいたずらの仕返しに来たヘラクレスに学園の大事な像を壊されてしまった。消えたヘレンを救おうとしたヘラクレスたちが隠れた木馬像を渡され、プロメテウスアカデミーに戦争を起こす。ヘレンに気がある。
オリオン
声 - クレイグ・ファーガソン（不明）
ヘラクレスが弓を教わる代わりに星座から下ろした原始時代の狩人。モットーは「恐れるな、謝るな、後悔するな」。現在は使用禁止の破壊力抜群の弓矢「オリオンクラスター」を持つ。とにかく荒っぽく、ヘラクレスを連れて猛獣を倒すはずが破壊の限りを尽くしてしまう。動物を皆殺しにしようとしてゼウスを怒らせてしまい、元恋人のアルテミスの頼みで星座にされていた。
イプシロン
声 - クレイグ・ファーガソン（不明）
アテネ諜報局の捜査官。日本の忍者軍団を連れている。ヘラクレスを秘密捜査官に任命し、フリギアのミダス国王が黄金でアテネを買う計画を止めさせようとした。
ミダス王
声 - ユージン・レヴィ（不明）
フリギアの王。友を救うために触れたものを金にする黄金の手をバッカスに授かるが、今では金の亡者になってしまった。
マリーゴールド
声 - ティア・カレル（不明）
ミダス王の娘。スパイとしてヘラ・クレスになりきったヘラクレスを気に入る。
ミノス
声 - ジェフリー・タンバー（不明）
ギリシャと敵対するクレタ島の王。エーゲ海で一番悪い王様。停戦と引き換えにアテネ人の若者を生贄にしようとする。
アレクトリオン
声 - スティーブ・ハイトナー（不明）
フィルの出来の悪い元生徒。見張り中の居眠りとつまみ食いの罰でモルフェウスにおんどりにされた。夜明けが来ると必ず鳴く習性があり、みんなを起こして責められてばかり。
オイディプス
声 - リチャード・シモンズ
体育教師。
エウプロシュネー
声 - メリサ・マンチェスター（不明）
家庭教師。
アレクサンダー
声 - コートランド・ミード（不明）
ヘラクレスがボランティアをしたプロメテウスJrアカデミーの生徒。気弱で靴紐が結べない。クラスメイトはブルータス、アルシディ、カリスタとフィリップで、ブルータスにいじめられている。実はアレクサンダー大王の少年時代。ヘラクレスとの出会いで結び目を切ることを学ぶが、大人になっても靴紐を結べなかった。
イアソン
声 - ウィリアム・シャトナー
アルゴナウテスの船長。黄金の羊の毛皮を探して30年も旅している。夢みがちで部下にも愛想を尽かされてしまうが、手伝いに来たヘラクレスと黄金の羊の毛皮を見つけることはできた。
ブリアレウス
声 - レジー・ミラー（不明）
8本の手を持つ巨人。侵入者に罰かゲームを与えるが、真実・勇気・フェアプレーが信条。
グリム・アベンジャー
声 - エリック・ストルツ（不明）
ヘルメットとマントをつけた謎の正義のヒーロー。宿敵のミノタウロスを追いかけているが、あちこち動くたびに自分の心情や状況の全てをナレーションし、ナレーターの仕事を奪ってしまった。正体はプロメテウスアカデミーに転校したリッチでハンサムなアッティカの王子・テセウス。恐らくバットマンのパロディキャラクター。
ガラテア
声 - ジェニファー・アニストン（不明）
ダンスの相手がいないヘラクレスの願いでアフロディーテに魂を与えられた粘土の像。ヘラクレスの注文通りの「美人で僕に夢中な子」だが、その代わりに嫉妬深く自分の意思がない。束縛に耐えられなくなったヘラクレスにエーゲ海に置き去られ、粘土の怪物の正体を表してヘラクレスをさらおうとしたが、ヘラクレスの願いを聞いたアフロディーテに人間らしさを与えられてあっという間にヘラクレスをフった。
ラビニア
声 - チェリ・オテリ（不明）
三日間だけ付き合った恋人アナクサレテにフラれて絶望したヘラクレスが出会った王女。ヘラクレスに恋してフィアンセにしてしまう。怪物ゲリオンと四日間だけ付き合っていた。
キルケー
声 - イディナ・メンゼル（不明）
男たちを魅了する誘惑の魔女。美貌と完璧な男を求める執念で知られている。春休み中のヘラクレスたちをメロメロにするが、イカロスを5分だけ新しい恋人に選んだ。恋人が完璧じゃないと分かると、呪いで動物に変えて動物園のコレクションにしてしまう。
ロキ
声 - ヴィンス・ヴォーン
北欧神話の企みの神。ヘラクレスを雷神トールに勝たせて雷神の力を奪わせた。実は怪物フェンリルに太陽を食べさせてラグナロクを起こし、自分が神々のリーダーになろうと企んでいた。
オーディン
声 - ガリソン・キーラー
北欧神話の神のリーダー。ロキとソーは息子。
アンドロメダ
声 - キャス・スーシー（不明）
ヘラクレスが一目惚れしたプロメテウスアカデミーの学生。イカロスに付き添ってコミックのヒーロー・ミクロスのイベントに来たヘラクレスに遭遇する。
エレクトラ
声 - ジョーイ・ローレン・アダムス（雨蘭咲木子）
マケドニアからの転校生。ヘラクレスが一目惚れした暗く反抗的なゴス少女で、カッサンドラ行きつけの店「憂鬱のざくろ」の常連客。暗い雰囲気を好み、ヒーロー嫌いで誰かに助けられることを嫌っている。怒りを感じると分身の復讐の女神エリニュスを生み出す。
メデューサ
声 - ジェニファー・ラブ・ヒューイット（不明）
見たものを石像にしてしまうゴルゴンの少女。友達を欲しがっていたが、湖から助けたヘラクレスに恋をして学生証を拾う。「夜にゴルゴンとして働く代わりに昼は人間にしてやる」と言うハデスと契約し、人間に変身してアカデミーに入ったが、変身が解けて騒動を起こしてしまう。
メランプス
声 - イーサン・エンブリー
プロメテウス・アカデミーに通うオタク少年。ヘラクレスとは友人で、イカロスのライバル。カサンドラと付き合っている。イカロスにいじめられているところをヘラクレスが助けてくれたことがある。
テレマコス
声 - ジャスティン・シェンカロウ（不明）
20年に及ぶ冒険の伝記で大儲けしたオデッセウスのシャイな息子。屋敷に展示された父の船の中にヘラクレスやアルゴナウテスの船員といた時、父の旅の記念品の風の神アイオロスの袋から飛び出した竜巻に飛ばされてしまう。
メガラ
声 - スーザン・イーガン（山田美穂）
映画でのヘラクレスの恋人。ヘラクレスとは学校が違うので、ヘラクレスとはまだ出会っていない。愛称はメグ。
一度デートしただけで別れたアドニスを忘れようとハデスからレテの水を盗み、そのボディーガードとしてヘラクレスを雇った。ヘラクレスと惹かれ合うが、レテの水をかぶってヘラクレスを忘れてしまう。後に高校を卒業したヘラクレスと結婚した。
クロイソス
声 - ウェイン・ニュートン（島香裕）
人気リゾート地アトランティスの経営者。神々を買収してアトランティス沈没を予言したカッサンドラをさらわせ、アトランティスは滅亡しないと人々に信じさせようとした。

### アラジンからのゲストキャラクター
アラジン
声 - スコット・ウェインガー（三木眞一郎）
『アラジン』の主人公。クロスオーバーエピソードに登場。「アラジン完結編 盗賊王の伝説」の衣装を着ている。ハデスの力で蘇ったジャファーの策略でヘラクレスと戦わされたが、ヘラクレスと和解後は得意な知恵で共闘する。親友のジーニーは腕のみ出演。
アブー
声 - フランク・ウェルカー
アラジンの相棒の子猿。クロスオーバーエピソードに登場。ペインとパニックにアラジンと間違われる。イカロス共々バナナにつられてジャファーとハデスに捕まるが、鎖の鍵をこじ開けて脱出した。
ジャスミン
声 - リンダ・ラーキン（麻生かほ里）
アグラバーの王女でアラジンの妻。クロスオーバーエピソードに登場。時系列は「盗賊王の伝説」でアラジンと結婚した後であり、フィルにナンパされて結婚していると断った。
ジャファー
声 - ジョナサン・フリーマン（宝田明）
クロスオーバーエピソードに登場。アラジンの宿敵。アラジンに復讐しようとハデスの力で死者の国から蘇り、ヘラクレスとアラジンを騙して戦わせた。ハデスに笑い方を変と思われている。

### その他の声優
※確定情報のみ(出典に限り)。
- 大前茜[14]、愛河里花子（ニンフ[15]）、りの（エウプロシエネ[16]）、重松朋[17]、榎本智恵子[18] ほか

## 主題歌
「ゼロがヒーロー（ゼロ・トゥー・ヒーロー）」
訳詞 - 赤星里栄、作曲 - アラン・メンケン、歌 - ミューズ
本作のオープニングで、映画でも挿入歌として使われているが歌詞は異なる。彫刻で書かれたタイトルとエピソードは日本語だった。OPが終わると、ナレーションもしくはヘラクレスがエピソードの題名を読み上げる。
「ゼロ・トゥー・ヒーロー（インストゥメンタル）」
作曲 - アラン・メンケン
本作のエンディング。米国放送版では30秒だが、日本語版では30秒よりも長い。

## スタッフ
- 制作総指揮 - タッド・ストーンズ
- プロデューサー・シリーズ構成 - マーク・マッコークル、ロバート・スコーリー
- 監督 - フィル・ワインスタイン、ボブ・クライン、エディー・ハウチンズ、タッド・ストーンズ
- 音楽 - アダム・ベリー、J・エリック・シュミット
- 各話制作協力 - WDAJ、トゥーンシティ、・宏廣動画、ソヌアニメーション、+1アニメーション、SM動画、S.O.B.プロダクション、JADEアニメーション、韓湖興業、HANAアニメーション、WDAA
- 製作 - ウォルト・ディズニー・テレビジョン・アニメーション

### 日本語版制作スタッフ
- 翻訳・訳詞 - 赤星里栄、竹松圭子、久布白仁司
- 演出 - 加藤敏、大熊昭
- 音楽演出 - 深澤茂行
- 録音・調整・録音制作 - 東北新社
- 制作監修 - 津司大三
- 日本語版制作 - DISNEY CHARACTER VOICES INTERNATIONAL, INC.

## 放映リスト
出典

### シーズン1
| #  | #  | サブタイトル                         | 原題                                  | 放送日         | 放送日          |
| -- | -- | ------------------------------------ | ------------------------------------- | -------------- | --------------- |
| 1  | 8  | ヘラクレスと世界で最初の医者         | Hercules and the World's First Doctor | 9月9日         | 2003年 11月19日 |
| 2  | 2  | ヘラクレスとテッサリアの王様         | Hercules and the King of Thessaly     | 9月1日         | 12月7日         |
| 3  | 3  | ヘラクレスと秘密の武器               | Hercules and the Secret Weapon        | 9月2日         | 11月20日        |
| 4  | 35 | ヘラクレスとグリフィン               | Hercules and the Griffin              | 11月20日       | 11月21日        |
| 5  | 7  | ヘラクレスとギリシャのテクノ王国     | Hercules and the Techno Greeks        | 9月8日         | 11月22日        |
| 6  | 4  | ヘラクレスと暗殺者クレオン           | Hercules and the Assassin             | 9月3日         | 11月23日        |
| 7  | 16 | ヘラクレスとお祭りの神バッカス       | Hercules and the Bacchanal            | 9月21日        | 11月24日        |
| 8  | 6  | ヘラクレスとステュクス               | Hercules and the River Styx           | 9月7日         | 11月25日        |
| 9  | 1  | ヘラクレスとアポロの仕事             | Hercules and the Apollo Mission       | 1998年 8月31日 | 11月26日        |
| 10 | 27 | ヘラクレスと夢の恋人                 | Hercules and the Dream Date           | 11月2日        | 11月27日        |
| 11 | 17 | ヘラクレスと死者の国の支配者         | Hercules and the Underworld Takeover  | 9月23日        | 11月28日        |
| 12 | 25 | ヘラクレスと誘惑の魔女キルケー       | Hercules and the Song of Circe        | 10月29日       | 11月29日        |
| 13 | 9  | ヘラクレスとハデスのプールパーティー | Hercules and the Pool Party           | 9月10日        | 11月30日        |
| 14 | 14 | ヘラクレスとアテネのフクロウ         | Hercules and the Owl of Athens        | 9月17日        | 12月1日         |
| 15 | 22 | ヘラクレスと演劇祭                   | Hercules and the Drama Festival       | 10月14日       | 12月2日         |
| 16 | 5  | ヘラクレスと愛のキス                 | Hercules and the Big Kiss             | 9月4日         | 12月3日         |
| 17 | 10 | ヘラクレスとトラキアの王子           | Hercules and the Prince of Thrace     | 9月11日        | 12月4日         |
| 18 | 11 | ヘラクレスと運命のタペストリー       | Hercules and the Tapestry of Fate     | 9月14日        | 12月5日         |
| 19 | 12 | ヘラクレスと復活した伝説の男         | Hercules and the Living Legend        | 9月15日        | 12月8日         |
| 20 | 42 | ヘラクレスと怒りのエレクトラ         | Hercules and the Complex Electra      | 1月13日        | 12月9日         |
| 21 | 34 | ヘラクレスと北欧の神々の戦争         | Hercules and the Twilight of the Gods | 11月18日       | 12月10日        |
| 22 | 26 | ヘラクレスとトロイア戦争             | Hercules and the Trojan War           | 10月30日       | 12月11日        |
| 23 | 32 | ヘラクレスとミノタウルス             | Hercules and the Minotaur             | 11月13日       | 12月12日        |
| 24 | 52 | ヘラクレスとオリンポスの夫婦ゲンカ   | Hercules and the Tiff on Olympus      | 3月1日         | 12月15日        |
| 25 | 15 | ヘラクレスとヒッポリュテのコルセット | Hercules and the Girdle of Hippolyte  | 9月18日        | 12月16日        |
| 26 | 13 | ヘラクレスとテュポンの復活           | Hercules and the Return of Typhon     | 9月16日        | 12月17日        |
| 27 | 20 | ヘラクレスと消えたヒーローたち       | Hercules and the Disappearing Heroes  | 10月5日        | 12月18日        |
| 28 | 19 | ヘラクレスと人質事件                 | Hercules and the Hostage Crisis       | 10月2日        | 12月19日        |
| 29 | 18 | ヘラクレスとキューピッドの愛の矢     | Hercules and the Comedy of Arrows     | 9月29日        | 12月22日        |
| 30 | 21 | ヘラクレスとアルゴナウテス           | Hercules and the Argonauts            | 10月8日        | 12月23日        |
| 31 | 41 | ヘラクレスとスパルタの軍隊学校       | Hercules and the Spartan Experience   | 1999年 1月4日  | 12月24日        |
| 32 | 24 | ヘラクレスと眠らない夜               | Hercules and the All Nighter          | 10月21日       | 12月25日        |
| 33 | 29 | ヘラクレスと失恋の痛み               | Hercules and the Jilt Trip            | 11月6日        | 12月26日        |
| 34 | 23 | ヘラクレスとヒーローになったフィル   | Hercules and the Phil Factor          | 10月16日       | 12月29日        |
| 35 | 28 | ヘラクレスとスポーツ大会             | Hercules and the Big Games            | 11月4日        | 12月30日        |
| 36 | 38 | ヘラクレスと海に沈んだ島             | Hercules and the Big Sink             | 12月11日       | 12月31日        |
| 37 | 30 | ヘラクレスと地上に降りた星達         | Hercules and the Falling Stars        | 11月10日       | 2004年 2月13日  |
| 38 | 31 | ヘラクレスと黄金の魔法               | Hercules and the Golden Touch         | 11月12日       | 2月16日         |
| 39 | 36 | ヘラクレスと一日だけの王様           | Hercules and the King For a Day       | 11月24日       | 2月17日         |
| 40 | 39 | ヘラクレスと大きな嘘                 | Hercules and the Big Lie              | 12月16日       | 2月18日         |
| 41 | 45 | ヘラクレスとハデスの壷               | Hercules and the Aetolian Amphora     | 2月12日        | 2月19日         |
| 42 | 33 | ヘラクレスとポセイドンの息子         | Hercules and the Son of Poseidon      | 11月16日       | 2月20日         |
| 43 | 49 | ヘラクレスとグリム・アヴェンジャー   | Hercules and the Grim Avenger         | 2月22日        | 2月23日         |
| 44 | 40 | ヘラクレスとダンスパーティー         | Hercules and the Prom                 | 12月21日       | 2月24日         |
| 45 | 37 | ヘラクレスとペガサス事件             | Hercules and the Pegasus Incident     | 11月25日       | 4月21日         |
| 46 | 43 | ヘラクレスと悪夢の夜                 | Hercules and the Long Nightmare       | 2月8日         | 4月22日         |
| 47 | 46 | ヘラクレスとローマの人々             | Hercules and the Romans               | 2月15日        | 4月23日         |
| 48 | 48 | ヘラクレスと試練の大冒険             | Hercules and the Odyssey Experience   | 2月19日        | 4月26日         |
| 49 | 44 | ヘラクレスとアラビアンナイト         | Hercules and the Arabian Night        | 2月10日        | 7月9日          |
| 50 | 50 | ヘラクレスとカナトスの泉             | Hercules and the Spring of Canathus   | 2月24日        | 7月12日         |
| 51 | 47 | ヘラクレスと卒業アルバム             | Hercules and the Yearbook             | 2月17日        | 7月13日         |
| 52 | 51 | ヘラクレスとビッグショー             | Hercules and the Big Show             | 2月26日        | 7月14日         |

### シーズン2
| #  | #  | サブタイトル                         | 原題                                      | 放送日         | 放送日         |
| -- | -- | ------------------------------------ | ----------------------------------------- | -------------- | -------------- |
| 53 | 53 | ヘラクレスと初登校の日               | Hercules and the First Day of School      | 1998年 9月12日 | 2004年 7月15日 |
| 54 | 54 | ヘラクレスと人間になったゼウス       | Hercules and the Visit From Zeus          | 9月19日        | 7月16日        |
| 55 | 55 | ヘラクレスと運転免許テスト           | Hercules and the Driving Test             | 9月26日        | 7月19日        |
| 56 | 56 | ヘラクレスと父母参観                 | Hercules and the Parents Weekend          | 10月3日        | 7月20日        |
| 57 | 57 | ヘラクレスとプロメテウス救出         | Hercules and the Prometheus Affair        | 10月10日       | 7月21日        |
| 58 | 58 | ヘラクレスとアテネのヒーロー         | Hercules and the Hero of Athens           | 10月17日       | 7月22日        |
| 59 | 59 | ヘラクレスとイノシシ狩り             | Hercules and the Caledonian Boar          | 10月31日       | 7月23日        |
| 60 | 60 | ヘラクレスと冒険物語                 | Hercules and the Epic Adventure           | 11月7日        | 7月26日        |
| 61 | 61 | ヘラクレスとポセイドンのヨットレース | Hercules and the Poseidon's Cup Adventure | 11月14日       | 7月27日        |
| 62 | 64 | ヘラクレスとゴルゴン                 | Hercules and the Gorgon                   | 1999年 1月9日  | 7月28日        |
| 63 | 63 | ヘラクレスと子供たちの大冒険         | Hercules and the Kids                     | 11月28日       | 7月29日        |
| 64 | 62 | ヘラクレスとダンスのミューズ         | Hercules and the Muse of Dance            | 11月21日       | 7月30日        |
| 65 | 65 | ヘラクレスとやきもちモンスター       | Hercules and the Green-Eyed Monster       | 1月16日        | 8月12日        |

## 映像ソフト
「ディズニー・ヒーローズ/ヒーローへの道」という題で2005年8月3日にVHS（型番：VWGJ5054）とDVD（型番：VWDS5054）が発売されている。本作では「ヘラクレスとトラキア王子」と「ヘラクレスとテュポンの復活」を収録している。